# Hermanas Víctimas Expiatorias de Jesús Sacramentado
La Congregación de Hermanas Víctimas Expiatorias de Jesús Sacramentado (en latín: Congregatio Victimarum Expiatricum a Sacramentatio Iesu) es una congregación religiosa católica femenina de derecho pontificio, fundada por la monja italiana María Cristina Brando en 1878, en Nápoles. A las religiosas de este instituto se les conoce conoce como hermanas víctimas expiatorias, o popularmente como sacramentinas, y posponen a sus nombres las siglas S.V.E.G.S.

## Historia
María Cristina Brando, por problemas de salud, en 1877 tuvo que retirarse del noviciado de las monjas Adoratrices Perpetuas del Santísimo Sacramento, del monasterio de San Giuseppe dei Ruffi en Nápoles. Por consejos del sacerdote Luis de Casoria, la joven desistió de la idea de ser monja y se decidió fundar un nuevo instituto dedicado a la reparación del Santísimo Sacramento, pero alternado con actividades pastorales. De ese modo dio inicio a las Hermanas Víctimas Expiatoras de Jesús Sacramentado en 1878. Desde entonces la fundadora será conocida con el nombre de María Cristina de la Inmaculada Concepción.
Al inicio la Congregación, manteniendo la unidad en un mismo instituto se encontraba dividido en dos ramas, una de monjas de clausura para dedicarse a la adoración perpetua de Jesús Sacramentado y otro de religiosas de vida activa, dedicadas al apostolado.
El instituto obtuvo el reconocimiento eclesiástico de la Santa Sede, mediante decreto pontificio de alabanza del 7 de julio de 1903, por medio del cual pasó a ser una congregación religiosa de derecho pontificio. El 23 de marzo de 1911 recibieron la aprobación definitiva de sus Constituciones.

## Organización
Las sacramentinas se dedican a la educación cristiana de la juventud mediante escuelas, actividades catequéticas, retiros espirituales para jóvenes, acogida de educandas y orfanatos. El gobierno de la congregación es centralizado, en manos de la superiora general (llamada Madre general) y su consejo. Actualmente (2015) el cargo lo ostenta la religiosa Carla Di Meo y su residencia, casa general, se encuentra en Nápoles.
En 2015, las hermanas víctimas expiatorias eran unas 252, en 27 conventos, presentes en Brasil, Colombia, Filipinas, Indonesia e Italia.